# Сакпынар, Эндер
Ахмет Эндер Сакпынар (тур. Ahmet Ender Sakpınar; род. 13 марта 1956, Анкара) — турецкий дирижёр.
Окончил Анкарскую консерваторию (1978) по отделению композиции, ученик Эрдживана Сайдама. В течение последующего десятилетия жил и работал преимущественно во Франции. Изучал гармонию, контрапункт и дирижирование в Высшей нормальной школе музыки и консерватории Рюэй-Мальмезона, стажировался под руководством Пьера Дерво и в Италии у Франко Феррары и Карло Марии Джулини. Работал ассистентом дирижёра в Оркестре Падлу. В 1983 г. основал и возглавил Международный ансамбль Парижа (фр. Ensemble International de Paris), в 1986 г. записал с ним альбом из произведений Луи Шпора, Артюра Онеггера, Дага Вирена и Джемаля Решита Рея. Выступал как дирижёр во Франции, Италии, Швейцарии, на Мальте.
Вернувшись в Турцию в 1987 году, возглавил Измирский государственный симфонический оркестр и руководил им до 2014 года. Работал также с рядом других турецких оркестров; в 2011 г. записал два фортепианных концерта Вольфганга Амадея Моцарта с Идиль Бирет и симфоническим оркестром ила Бурса. С 2014 года заместитель главного дирижёра, с 2015 года главный дирижёр Стамбульского государственного симфонического оркестра.
Дочь — Диляра Сакпынар (род. 1988), поп-певица, известная под псевдонимом Лара Ди Лара (тур. Lara Di Lara).